# Joint Base Lewis–McChord
| Arméfordon lastas ombord på en av flygvapnets C-17 Globemaster III vid Joint Base Lewis-McChord med Mount Rainier i bakgrunden samt basens emblem. |  | Arméfordon lastas ombord på en av flygvapnets C-17 Globemaster III vid Joint Base Lewis-McChord med Mount Rainier i bakgrunden samt basens emblem. |
| Arméfordon lastas ombord på en av flygvapnets C-17 Globemaster III vid Joint Base Lewis-McChord med Mount Rainier i bakgrunden samt basens emblem. |  | |

Joint Base Lewis–McChord (förkortning: JBLM) är en militär anläggning tillhörande USA:s försvarsdepartement som är belägen i delstaten Washington söder om Seattle. JBLM är belägen i Pierce County strax sydväst om staden Tacoma.
Basen bildades i februari 2010 genom en sammanslagning av de intilliggande Fort Lewis (USA:s armé) och McChord Air Force Base (USA:s flygvapen) i enlighet med de rekommendationer som föreslogs av 2005 års Base Realignment and Closure Commission.

## Bakgrund

### Fort Lewis
Under 1916 så arbetade en grupp lokala affärsmän med att få en militärbas kring Pugetsundet. Såväl affärsmännen som de lokala väljarna godkände en markdonation till en bas som fick namnet Camp Lewis och som tjänstgjorde som en träningsanläggning under första världskriget. En större utbyggnad skedde 1927 och basen bytte då namn till Fort Lewis. I samband med utbyggnaden konfiskerades mark från reservatet för Nisquallystammen.
Under andra världskriget deltog förband från Fort Lewis i både striderna i Europa och i Stilla havet. Under andra världskriget byggdes även ett fångläger på Fort Lewis för italienska och tyska krigsfångar.

### McChord Air Force Base
En lokal folkomröstning skapade den lokala civilflygplatsen Tacoma Field 1927 (47°08′51″N 122°28′46″V / 47.14750°N 122.47944°V). Flygplatsen köptes upp av USA:s federala statsmakt 1938 och överläts åt United States Army Air Corps som döpte om den till McChord Field. Under andra världskriget användes flygbasen för att träna bombflygsbesättningar som bland annat deltog i Doolittleraiden över Japan.
Efter kriget så bytte basen namn 1948 till McChord Air Force Base (IATA: TCM, ICAO: KTCM, FAA LID: TCM) efter att flygvapnet blivit en egen försvarsgren. Inriktningen ändrades även till transportflyg, något som kvarstår än idag.

## Verksamhet
För armén på JBLM finns högkvarteret för armékåren I Corps samt flera av dess ingående förband är även förlagda där. Ett annat arméförband med förläggning på JBLM är 1st Special Forces Group som är en del av gröna baskrarna.
För flygvapnet på JBLM så finns flygflottiljen 62d Airlift Wing (62 AW) som ingår i Air Mobility Command och som flyger med transportflyg av typ C-17 Globemaster III.
Joint Base Lewis McChord är en av de största anläggningarna i USA:s väpnade styrkor med över 55 000 militärer och civilanställda. Inräknat anhöriga till anställda och militära pensionärer i närområdet så avger JBLM ett fotavtryck på över 200 000 personer som nyttjar dess tjänster i någon form.